# Brettachtal oberhalb Geddelsbach
Das Brettachtal oberhalb Geddelsbach ist ein vom Regierungspräsidium Stuttgart am 19. Dezember 2000 durch Verordnung ausgewiesenes Naturschutzgebiet auf dem Gebiet der Gemeinden Bretzfeld im Hohenlohekreis und Wüstenrot im Landkreis Heilbronn in Baden-Württemberg.

## Lage
Das Naturschutzgebiet liegt im Tal der Brettach zwischen Geddelsbach und Brettach. Es gehört zum Naturraum Schwäbisch-Fränkische Waldberge. 

## Landschaftscharakter
Das Schutzgebiet ist überwiegend dicht bewaldet, nur im Norden und Süden befinden sich offene, landwirtschaftlich genutzte Wiesen innerhalb des Schutzgebiets. Die Brettach hat in diesem Abschnitt einen sehr naturnahen Verlauf durch einen Schwarzerlen-Auwald.

## Schutzzweck
Schutzzweck ist laut Schutzgebietsverordnung „die Erhaltung der naturhaften, unbeeinträchtigten Brettach in ihrer Wildwasserausprägung als Lebensraum für seltene Vogelarten sowie die Erhaltung und Förderung der verschiedenen Auenwaldgesellschaften als Lebensbereich von gewässernahen, sehr seltenen Lebensgemeinschaften von Tier- und Pflanzenarten im Bereich des Keuperstufenrandes der Schwäbisch-Fränkischen Waldberge. Insbesondere sollen die Erlenwald-Gesellschaften mit Riesenschachtelhalm entlang der Brettach in Verbindung mit den Talwiesen gefördert werden.“

## Zusammenhängende Schutzgebiete
Das Naturschutzgebiet liegt eingebettet in die Landschaftsschutzgebiete Burgfrieden - Oberes Dachsbachtal und Brettach- und Heimbachtal mit angrenzenden Höhenzügen (Verrenberg, Golberg und Lindelberg). Es überschneidet sich mit dem Vogelschutzgebiet Kocher mit Seitentälern. Das gesamte Schutzgebiet liegt zudem im Naturpark Schwäbisch-Fränkischer Wald.